# Freenode
Freenode, prej bolj poznano kot Open Projects Network, je priljubljeno IRC-omrežje, namenjeno pogovorom o odprotokdnih projektih.
Na omrežje se dostopa preko strežnikov chat.freenode.net, kateri so povezani v mrežo. To je največje omrežje odprtokodnih projektov, katerega sestavlja preko 50.000 uporabnikov in 10.000 kanalov. Med njimi gosti tudi kanale povezane z vzdrževanjem Wikipedije.

## Zgodovina
Freenode je nastal pod okriljem štirih ljudi s kanala #LinPeople na omrežju EFnet. Leta 1995 se je naredilo lastno omrežje irc.linpeople.org. V letu 1998 se je spremenilo v Open Projects Network (OPN). To je kmalu zatem postalo največje odprtokodno omrežje in 20. največje IRC omrežje. Leta 2002 se je omrežje preimenovalo v freenode. Peer Directed Projects Center je organizacija, ki skrbi za nemoteno delovanje omrežja in je tudi pravni lastnik domene.
Rob Levin, bivši vodja projekta freenode je bil udeležen pri prometni nezgodi. Umrl je po poškodbi 16. septembra 2006. Od takrat vodi projekt Christel Dahlskjaer.